# Herb Ulanowa
Herb Ulanowa – jeden z symboli miasta Ulanów i gminy Ulanów w postaci herbu.

## Wygląd i symbolika
Herb przedstawia na tarczy w polu błękitnym krzyż kawalerski złoty na barku srebrnej podkowy. Ze środka podkowy wychodzi strzała srebrna grotem na dół.
Herb nawiązuje do herbu szlacheckiego Dołęga, którym pieczętował się Stanisław Uliński, założyciel miasta.

## Historia
Herbem tym miasto posługiwało się od XVII wieku. 21 grudnia 1990 został ustanowiony uchwałą Rady Gminy i Miasta nr X/54/90.